# Rapti (Zone)
Rapti (Nepali राप्ती अञ्चल Rapti Anchal) war eine der 14 ehemaligen Verwaltungszonen in Nepal. 
Sie war nach dem Fluss Rapti, einem linken Nebenfluss der Ghaghara, benannt und lag in der damaligen Entwicklungsregion Mittelwest. Verwaltungssitz war Tulsipur.
Rapti bestand aus 5 Distrikten:
- Dang Deukhuri
- Pyuthan
- Rolpa
- Rukum
- Salyan

Durch die Verfassung vom 20. September 2015 und die daraus resultierende Neugliederung Nepals in Provinzen wurden die Distrikte dieser Zone aufgeteilt und der neugeschaffenen Provinz Nr. 5 und der Provinz Karnali (anfangs Nr. 6) zugeordnet.